# Bare (musical)
Bare, ook bekend als Bare: A Pop Opera, is een Amerikaanse musical uit 2000 van Jon Hartmere (tekst) en Damon Intrabartolo (muziek). De twee werkten de musical vier jaar later om tot een boek. Het verhaal draait rond twee homoseksuele, middelbarescholieren en hun moeilijkheden op hun katholieke privékostschool.

## Geschiedenis
De musical maakte zijn debuut in het Hudson Theater in Los Angeles, waar hij liep van oktober 2000 tot 25 februari 2001, en werd daarna opgevoerd in andere Amerikaanse steden. De Canadese première vond plaats in de zomer van 2009 in Toronto. In september 2010 vond de Australische première van Bare plaats in het New Theatre in Sydney, als onderdeel van het programma van het Sydney Fringe Festival. Later volgden onder meer Groot-Brittannië (vanaf 2012), België (2012) Spanje (Barcelona, 2014) en Zuid Korea (2015).

## Muziek
De New Yorkse cast deelde in 2004 cd's uit met elf liedjes aan iedereen met een kaartje voor de voorstelling tijdens en ter ere van de allerlaatste show van de off-Broadway-versies, opgenomen door Kurt Deutsch van Sh-K-Boom Records. Deze versie was ook beschikbaar voor download op de website Sh-K-Boom.
Een volledig album van Bare met 36 nummers verscheen op 30 oktober 2007. Het bevatte twee cd's en een extra dvd geproduceerd door Deborah Lurie en Casey Stone.

## Synopsis

### 1ste akte
Bare start rond de tijd van Driekoningen op kostschool St. Cecilia's. Peter leeft in een wereld waarin hij door iedereen veroordeeld wordt door zijn geaardheid (lied: "Epiphany"). Na kerst ontmoet Peter zijn kamergenoot, Jason, ze worden verliefd en beginnen een geheime relatie. Jason probeert Peter ervan te verzekeren dat zijn liefde echt is en dat hun relatie zal standhouden ("You & I"). Peter vraagt Jason om auditie te doen voor de schoolproductie Romeo en Julia, maar hij weigert. Later, op zijn beurt, verzekert Peter zichzelf ervan dat deze geheime liefde zal blijven ("Role of a Lifetime").
Zuster Chantalle, de dramadocente, is verbijsterd door het gebrek aan kandidaten tijdens de audities ("Auditions"). Gelukkig komt Jason na afwijzing van Peters voorstel toch opdagen op de auditie. Hij en Matt, een andere student en misdienaar, strijden om de rol van Romeo. Uiteindelijk wordt Jason uitgekozen voor de rol, Ivy (een vriendin van Peter en Jason, op wie Matt verliefd is) krijgt de rol van Juliet, Peter zal Mercutio spelen, Matt vertolkt Tybalt en Nadia (Jasons dikkere tweelingzus met een scherpe tong) krijgt de rol van voedster. Jason probeert zijn zus te troosten omdat zij de rol van Juliet wilde hebben ("Plain Jane Fat Ass"). (In de Off-Broadwayproductie van 2004 volgde hier het nummer "Love, Dad" in plaats van "Plain Jane Fat Ass").
Na het openen van een te laat gekregen cadeau ontdekken broer en zus dat Jason toegelaten is aan de University of Notre Dame.
Matt plant een verrassingsfeestje voor de verjaardag van het meisje van wie hij houdt, Ivy. Lucas, het fuifbeest van de school, beslist om het feestje te laten doorgaan in een discotheek. In het geheim smokkelt Lucas ecstasy en andere drugs binnen, wat niet zonder gevolgen blijft ("Wonderland"): Ivy, die helemaal onder de drugs zit, gaat uit de kleren, waar Matt gek van wordt. Nadia besluit om een rustige nacht te beleven en te oefenen op haar cello in plaats van gek te gaan doen ("A Quiet Night at Home").
In de discotheek danst Peter met Jason en Ivy met Matt ("Rolling"). Peter probeert om Jason te kussen, maar hij neemt hem mee naar buiten voor een gesprek. Ze ruziën over hun geheime relatie: Peter wil alles aan iedereen bekendmaken maar Jason absoluut niet, hij is bang dat hij alles zal verliezen als ze horen dat hij homoseksueel is. Uiteindelijk wordt de ruzie besloten met een kus ("Best Kept Secret"); wat ze echter niet weten, is dat Matt alles heeft gezien.
De volgende morgen verzamelen alle studenten zich voor de geloofsbelijdenis ("Confession"). Matt en Peter verklappen bijna hun respectievelijke geheimen aan de priester, Matt over het zien van de kus en Peter over zijn geaardheid. Op de repetitie maakt Nadia een grapje over Ivy's relatie-ideeën, wat leidt tot de opbiechting van wat ze eigenlijk vindt van alle andere studenten ("Portrait of a Girl").
Matts kleine bijeenkomst verandert in een grote fuif, te danken aan Nadia ("Birthday, Bitch!"). Peter eet zonder dat hij weet wat het eigenlijk is pot brownies en begint openlijk te flirten met Jason. Ivy is dronken en doet hetzelfde bij Jason, wat voor hem reden is om weg te lopen. Matt stapt eveneens op wanneer Ivy zijn avances negeert. Ivy vraagt Jason haar te kussen als verjaardagscadeau en hij doet dit uiteindelijk met tegenzin ("One Kiss").
Matt uit zijn frustraties terwijl Peter een beetje verderop hetzelfde doet, denkend aan Jason. Wanneer ze elkander zien, proberen ze elkaar wat op te beuren met behulp van drank ("Are You There?"). Op een bepaald moment verklapt een dronken Peter de ware aard van zijn relatie met Jason. Matt gaat naar bed, terwijl Peter een beeld voor zich krijgt van zuster Chantelle in de vorm van de Heilige Maagd Maria en twee engelen. Ze vertellen hem dat hij al zijn geheimen aan zijn moeder moet vertellen ("911! Emergency!").
Op de repetities wordt een vechtscène tussen Romeo en Tybalt echt wanneer Matt Jason zonder schaamte een homo noemt en hem tegen de grond werkt. Zuster Chantelle is diegene die hen uit elkaar haalt ("Reputation Stain'd"). Peter vraagt Jason om in de vakantie met hem mee naar huis te gaan en hun relatie bekend te maken aan zijn ouders. Jason raakt in paniek, bang voor wat zijn vader zou doen als die het ooit te weten zou komen, en maakt het uit met Peter ("Ever After").
Later zingt Nadia een lied dat ze geschreven heeft ("Spring"). Peter gaat naar huis voor de krokusvakantie zonder iets tegen Jason te zeggen. Ivy daarentegen verschijnt op Jasons kamer om zich te verontschuldigen voor haar gedrag op het feestje. Jason zegt dat hij het wel "schattig" vond, waardoor Ivy nog niet opgeeft. Peter verlangt naar Jason, Matt naar Ivy. Nadia hoopt een keer opgemerkt te worden voor wat ze kan, en Jason gaat naar bed met Ivy, hopend dat dit de juiste keuze is ("One").

### 2de akte
Net zoals aan het begin van de eerste akte begint de tweede akte in de kapel, mooi versierd voor een bruiloft, de bruiloft van Peter en Jason ("Wedding Bells"). Plotseling wordt duidelijk dat de trouwerij die van Jason en Ivy is. Dan blijkt dit alles slechts een droom van Peter te zijn. Later worden de klassenrangen bekendgemaakt ("In the Hallway").
Wanneer de hal leeg is, vertelt Ivy dat hij de eerste is na vele anderen op wie ze echt verliefd is ("Touch My Soul"). Jason realiseert zich dankzij Ivy dat hij nog steeds hopeloos verliefd is op Peter en verzint een reden waarom hij niet verder met haar kan doorgaan, wat haar hart aan stukken scheurt.
Peter belt zijn moeder op om haar eindelijk zijn jarenlange geheim te vertellen, maar zij ontwijkt zijn verzoek te luisteren ("See Me"). Ze haakt in, wetend wat hij haar eigenlijk net wilde gaan zeggen. Toch realiseert ze zich meteen daarna dat haar liefde voor hem sterker is dan haar religie en accepteert ze hem hoe hij is, als haar zoon ("Warning").
Twee weken voor de voorstelling mist Ivy nogmaals een belangrijke repetitie. Zuster Chantelle schakelt Ivy's understudy, Diane, in om Julia te spelen. Omdat Diane moeilijkheden heeft met de tekst, neemt Peter het even over. Alles blijkt weer in orde te zijn wanneer Peter in de rol van Julia met Jason moet dansen ("Pilgrim's Hands"). Wanneer de repetitie er bijna opzit, komt Ivy toch opdagen en beëindigt zuster Chantelle voor vandaag de repetitie. Wanneer Peter weg is, vraagt Ivy of Jason even wil luisteren naar iets belangrijks dat ze te vertellen heeft. Ze spreken een moment af waarop ze alleen kunnen zijn. Wanneer iedereen weg is, komt Peter binnen om enkele spullen te halen. Zuster Chantelle vertelt Peter dat ze weet wat hem dwarszit, maar dat hij gewoon moet zijn hoe hij is, precies hoe God hem ooit geschapen heeft ("God Don't Make No Trash").
Nadia gaat naar haar kamer en praat met Ivy over het missen van de repetities. Ze veronderstelt dat Ivy weg blijft omdat ze niet meer bij Jason wil zijn door hun beëindigde relatie, maar Ivy biecht op dat het komt doordat ze zwanger is ("All Grown Up").
Vervolgens zoekt Ivy Jason op in het auditorium en onthult dat ze in verwachting van hem is. Matt komt binnen en vertelt Ivy dat de echte reden waarom Jason niet van haar kan houden is dat hij al verliefd op Peter is. Net dan komen Nadia en Peter binnen. De drie jongens beginnen te ruziën en Peter bekent Jason dat hij hun geheim aan Matt verteld heeft. De rest van de leden die arriveerden voor de volgende repetitie hebben alles gehoord ("Promise"). Iedereen gaat weg om Peter en Jason alleen te laten. Jason smeekt hem te helpen, maar Peter vertrekt en zegt dat hij genoeg geprobeerd heeft te helpen. Jason kijkt radeloos terug op zijn relatie met Peter en ook al is dat zijn grootste angst, hij weet dat dat het enige is wat hem gelukkig kan maken ("Once Upon a Time"). Jason gaat uit wanhoop naar de priester om te vragen of God nog van hem houdt en of hij vergeven kan worden. De priester zegt, tegen de eerdere woorden van zuster Chantelle in, dat hij zijn gevoelens moet verdringen en zich op andere dingen moet richten ("Cross").
Wanneer Lucas zijn drugsbestellingen uitdeelt, vertelt hij Jason dat zij nog wel steeds vrienden zijn. Om Peter te tonen dat hij nog steeds om hun relatie geeft, vertelt Jason dat hij er met de priester over heeft gesproken ("Two Households"). Jason vraagt Peter om samen weg te lopen, maar Peter is Jasons onzekerheid beu en weigert. Jason, denkend dat hij Peter voorgoed verloren heeft, neemt een overdosis GHB. Net voor de voorstelling begint, neemt Jason Peter even bij zich en vertelt dat hij al vanaf hun eerste ontmoeting verliefd op hem was. Peter antwoordt dat dit ook bij hem zo was en dat hij nog steeds van Jason houdt. Ze kussen ("Bare").
Tijdens de opvoering raakt Jason gedesoriënteerd en begint te hallucineren ("Queen Mab"). Jason zwakt steeds meer af en tijdens de scène van het gemaskerd bal stort hij in. Jason gebaart Peter bij hem te komen en sterft vervolgens in zijn armen ("A Glooming Peace").
Peter gaat naar de priester en biecht alles over hem en Jason op. De priester realiseert zich welke rol hijzelf bij Jasons overlijden heeft gespeeld en vraagt om vergiffenis voor wat hij Jason verplicht heeft. Ondanks zijn woede, vergeeft Peter hem ("Absolution").
Wanneer iedereen afstudeert, vragen Peter, Matt en alle anderen zich af hoe het zover heeft kunnen komen en overdenken ze de rol die ieder van hen bij Jasons dood heeft gespeeld. Toch moeten ze verder, en dat doen ze, in een wereld die nu met nog meer vragen heeft dan antwoorden ("No Voice").

## Nummers
1ste akte
- Epiphany — Allen
- You & I — Jason, Peter & Studenten
- Role of a Lifetime — Peter
- Auditions — Zuster Chantelle & Studenten
- Plain Jane Fat Ass — Nadia & Jason (Vervangen door "Love, Dad" in de Off-Broadway productie in 2004.)
- Wonderland — Lucas & Studenten
- A Quiet Night at Home — Nadia
- Rolling
- Best Kept Secret — Jason & Peter
- Confession — Priester & Studenten
- Portrait of a Girl — Ivy & Matt
- Birthday, Bitch! — Studenten
- One Kiss — Ivy & Jason
- Are You There? — Matt & Peter
- 911! Emergency! — Zuster Chantelle & engelen
- Reputation Stain'd — Studenten
- Ever After — Peter & Jason
- Spring — Nadia
- One — Ivy, Jason, Nadia, Matt & Peter

2de akte
- Wedding Bells — Allen
- In The Hallway — Studenten
- Touch My Soul — Ivy & Jason
- See Me — Peter & Claire
- Warning — Claire
- Pilgrim's Hands — Jason, Peter & Studenten
- God Don't Make No Trash — Zuster Chantelle
- All Grown Up — Ivy
- Promise — Jason, Ivy, Matt, Peter & Nadia
- Once Upon a Time — Jason
- Cross — Jason & Priester
- Two Households — Studenten
- Bare — Jason & Peter
- Queen Mab — Peter
- A Glooming Peace — Studenten
- Absolution — Peter
- No Voice — Allen

## Rolverdeling
| Rol                 | New York            | Los Angeles                     | Album               | Canada                                         | Sydney                 | Rochester               | Lansing                               | Putnam             | Detroit           | Nederland                            |
| ------------------- | ------------------- | ------------------------------- | ------------------- | ---------------------------------------------- | ---------------------- | ----------------------- | ------------------------------------- | ------------------ | ----------------- | ------------------------------------ |
| Jason               | John Hill           | John Griffin                    | James Snyder        | Graham Parkhurst                               | Zachary Smith          | Parker Moore            | Michal Kolaczkowski                   | Paul Lietz         | Jeff Bobick       | Jarmo van Zantwijk                   |
| Peter               | Michael Arden       | John Torres                     | Matt Doyle          | Wade Muir                                      | Seann Moore            | John Alati              | Christopher Robinson                  | Jeremy Geragotelis | Steven Ross       | Rolando Sanabria Mongelos            |
| Ivy                 | Jenna Leigh Green   | Jenna Leigh Green               | Jenna Leigh Green   | Alison O'Neill                                 | Jenni Little           | Casey O'Connor          | Erika Moul                            | Meagan Hayes       | Jillian Hoffman   | Melissa Zijsling/Sarah Idrissi Sbai  |
| Nadia               | Natalie Joy Johnson | Keili Lefkovitz                 | Keili Lefkovitz     | Claire Rouleau                                 | Elyse Atkins           | Taryn Elisabeth Snyder  | Krista Delong                         | Seana Hendrickson  | Joanna Tuzzo      | Marije Slingerland                   |
| Matt                | Aaron Lohr          | Wallace Smith                   | Christopher Johnson | David Sazant                                   | Jordan Angelides       | Brad Balandis           | Eric Miller                           | Paul Lucenti       | Alex Pedica       | Mike Kross                           |
| Sister Chantelle    | Romelda Benjamin    | Stephanie Andersen              | Stephanie Andersen  | Nichola Lawrence                               | Sarah Hamad            | Cassandra Giovinne      | Amanda Hubbard                        | Beth Silvia        | Shondra Tipler    | Cherry Bakarbessy/Yvette Elonda      |
| Priest              | Jim Price           | Mark Edgar Stevens              | Jim Price           | Jeremy LaPalme                                 | Chris Bamford          | Vincenzo Caterasano     | Graham Lundeen                        | Shane Kegler       | David Woitulewicz | Sven Backer                          |
| Tanya               | Sasha Allen         | Charity Hill                    | Judith Hill         | Antonette Rudder                               | Holly Summers-Clarke   | Jackie Rahmlow          | Brittany Nicol                        | Hannah Smith       | Aliya Lewis       | Sydney Kuipers                       |
| Diane               | Kay Trinidad        | Jennie Kwan                     | Keara Maguire       | Amanda Milligan (understudy Ivy)               | Monique Salle          | Lauren Donoghue         | Neva Keuroglian                       | Ashley Bressette   | Sarah Oravetz     | Eveline van Grootel/Melissa Zijsling |
| Claire              | Kaitlin Hopkins     | Maura Knowles (understudy)      | Kaitlin Hopkins     | Renee Stein                                    | Monique Donath         | Taylor Burkey           | April Townsend (choreografe)          | Dale Magnuson      | Ttari Hellmer     | Daphne Groot/Samantha Braat          |
| Lucas               | Adam Fleming        | Philip Dean Lightstone          | Jason Ryterband     | Travis Paul                                    | Andrew Wang            | Christopher David Mauro | Ricky Hernandez                       | Alan Kariuki       | Michael Stoyanoff | Rashid Dijks                         |
| Alan                | Isaac Calpito       | --                              | Joel Echols         | Alex Dvorak (alternate Peter)                  | Gareth Isaac           | Sean Ryan               | Michael Cleland                       | Adam Greczkowski   | Keith Zachow      | Vincent van Eekelen                  |
| Zack/Jake           | Mike Cannon         | Reed Prescott                   | Nils Montan         | Nicholas Fedele (understudy Jason, Lucas)      | Jared Jekyll           | Jeff Mills              | Ayo Obayan                            | Eric Congdon       | Nic Weinberg      | Tim Polder                           |
| Kyra                | Kearran Giovani     | --                              | Carmel Echols       | Louisa Zhu                                     | Amy Toledano           | Lauren Parrow           | Claudia Dibbs                         | Anne Fowler        | Marie Martinez    | Eveline van Grootel/Alcina Summers   |
| Rory                | Lindsay Scott       | --                              | Anna Rose           | Sarah Thorpe (understudy Nadia, Tanya)         | Emma Cooperthwaite     | Shireen Matloubieh      | Maggie Martin (assistent-choreografe) | Liz Swan           | Nathian Napier    | Danielle Kosterman                   |
| Lucian              | --                  | --                              | Lucian Piane        | --                                             | --                     | --                      | --                                    | --                 | --                | --                                   |
| Stacey/Rose         | --                  | Sierra Rein (understudy Nadia)  | --                  | --                                             | --                     | --                      | --                                    | --                 | --                | --                                   |
| Chad/Rick           | --                  | Jason Henkel (understudy Peter) | --                  | --                                             | --                     | --                      | --                                    | --                 | --                | --                                   |
| Travis/Tommy        | --                  | Matt Huhn                       | --                  | --                                             | Mike Kalaf --          | --                      | Jacob Cooper (understudy)             | --                 | --                | --                                   |
| Brittany/Sarah      | --                  | Tassa Hampton                   | --                  | --                                             | Isabella Wong Leung -- | --                      | --                                    | --                 | --                | --                                   |
| Mark/Mary           | --                  | Joe Pinzon                      | --                  | --                                             | --                     | --                      | --                                    | --                 | --                | --                                   |
| Sam                 | --                  | Natalie Avital                  | --                  | --                                             | Ashley Adkins          | --                      | --                                    | --                 | --                | --                                   |
| Ensemble/understudy | --                  | Richard Hellstern               | --                  | David Alves (alternate Alan, understudy Peter) | --                     | --                      | --                                    | --                 | --                | --                                   |
| Ensemble/understudy | --                  | --                              | --                  | Cory Strong (understudy Matt, Priest, Zach)    | --                     | --                      | --                                    | --                 | --                | --                                   |
| Ensemble/understudy | --                  | --                              | --                  | Emma Van Buskirk (understudy Diane, Rory)      | --                     | --                      | --                                    | --                 | --                | --                                   |
| Ensemble/understudy | --                  | --                              | --                  | --                                             | --                     | --                      | --                                    | --                 | --                | --                                   |